# Lev Șubnikov
Lev Vasilievici Șubnikov (29 septembrie 1901 Sankt Petersburg – 10 noiembrie 1937) a fost un fizician rus.

## Tinerețea și cariera științifică
Lev Șubnikov s-a născut în familia unui contabil și a unei casnice. A absolvit Școala comercială din Moscova, iar în 1918 a devenit student al Universitatea din Petrograd. În 1922 s-a transferat la Institutul Politehnic din Petrograd și tot atunci a început să lucreze în paralel la Institutul de fizică, în laboratorul lui I. V. Obreimov, unde a avut-o colegă pe cea care avea să-i devină soție în 1925, O. N. Trapeznikova. Obreimov a fost coordonatorul științific al lui Șubnikov când acesta din urmă și-a susținut proiectul de diplomă, pe 7 iunie 1926. În toamna anului 1926, la recomandarea lui Abram Ioffe, Șubnikova plecat în Olanda ca să-și continue studiile în laboratoarele pentru temperaturile joase din Leiden, conduse de Paul Ehrenfest. Aici, împreună cu șeful laboratorului, profesorul Wander Johannes de Haas, devine coautorul descoperirii efectului Șubnikov-de Hass (oscilațiilor Șubnikov-de Haas). La întoarcerea din Leiden, Șubnikov a primit o invitație de la fostul său profesor, I. V. Obreimov, să se transfere la Institutul Fizico-Tehnic din Harkov – Ucraina. Din 1931 și până când a fost arestat, a fost conducătorul științific al laboratorului de temperaturi joase. Principalele lui lucrări au fost  în domeniile  fizicii cristalelor, superconductibilității, antiferomagnetismului, paramagnetismului nuclear, fizicii nucleare și a tehnicii criogenării.

## Arestarea
Șubnikov a fost arestat pe 5 august 1937, (Dosarul nr. 9411 – cazul "Катод-Кредо"). Pe 23 august 1937 i-au fost aduse la cunoștință acuzațiile conform Codului penal al URSS – articolele 54.11, 54.6 și 54.7. Pe 15 octombrie al aceluiași an, procurorul care a cercetat cazul lui Șubnikov și a altor doi colegi, (L. V. Rozenkevici și V. S. Gorski), a propus pedapsa capitală prin împușcare. Hotărârea definitivă pentru împușcarea a fost luată de Comisarul Poporului pentru Afacerile Interne și șef al NKVD-ului, Nicolai Ejov, și de Procurorul General al URSS, Andrei Vîșinski. Șubnikov a fost executat pe 10 noiembrie 1937.

## Reabilitarea
În 1956, la cererea procurorului general al URSS, dosarul a fost redeschis, dar a fost rapid clasat. A apărut o neconcordanță ciudată în acte: în timp ce cererea procurorului a fost înregistrată pe 13 octombrie, dosarul a fost clasat pe 11 iulie în același an!
Data la care a fost împușcat Șubnikov a fost falsificată. Văduva fizicianului, O. N. Trapeznikova, a fost înștiințată abia în 1945 că soțul ei ar fi murit. Circumstanțele și data reală a morții lui Șubnikov au fost descoperite de secția republicană a KGB-ului din Ucraina  și au fost transmise văduvei pe 4 iulie 1991. 
În declarația pe care a dat-o Lev Landau pe 15 august 1956 procurorului miltar care s-a ocupat de reabilitarea lui Șubnikov era scris:
"Lev Vasilievici Șubnikov a fost fără nicio îndoială un mare fizician, care a lucrat în domeniul temperaturilor joase, nu numai în Uniunea Sovietică, dar și în străinătate... Patriotismul lui s-a văzut atunci când a plecat benevol în Olanda, de unde s-a întors în țară pentru a munci pentru patria lui. Paguba adusă științei noastre prin moartea lui Șubnikov este greu de evaluat."